# DR P7 Mix
DR P7 Mix – duński kanał radiowy, będący jedną z anten publicznego nadawcy Danmarks Radio (DR). Stacja została uruchomiona w 2011 roku, ma charakter muzyczny, zaś playlista składa się głównie z utworów zaliczanych do gatunków pop i soft rock. Kanał dostępny jest w naziemnym przekazie cyfrowym, w sieciach kablowych oraz w internecie.